# Liberty bond

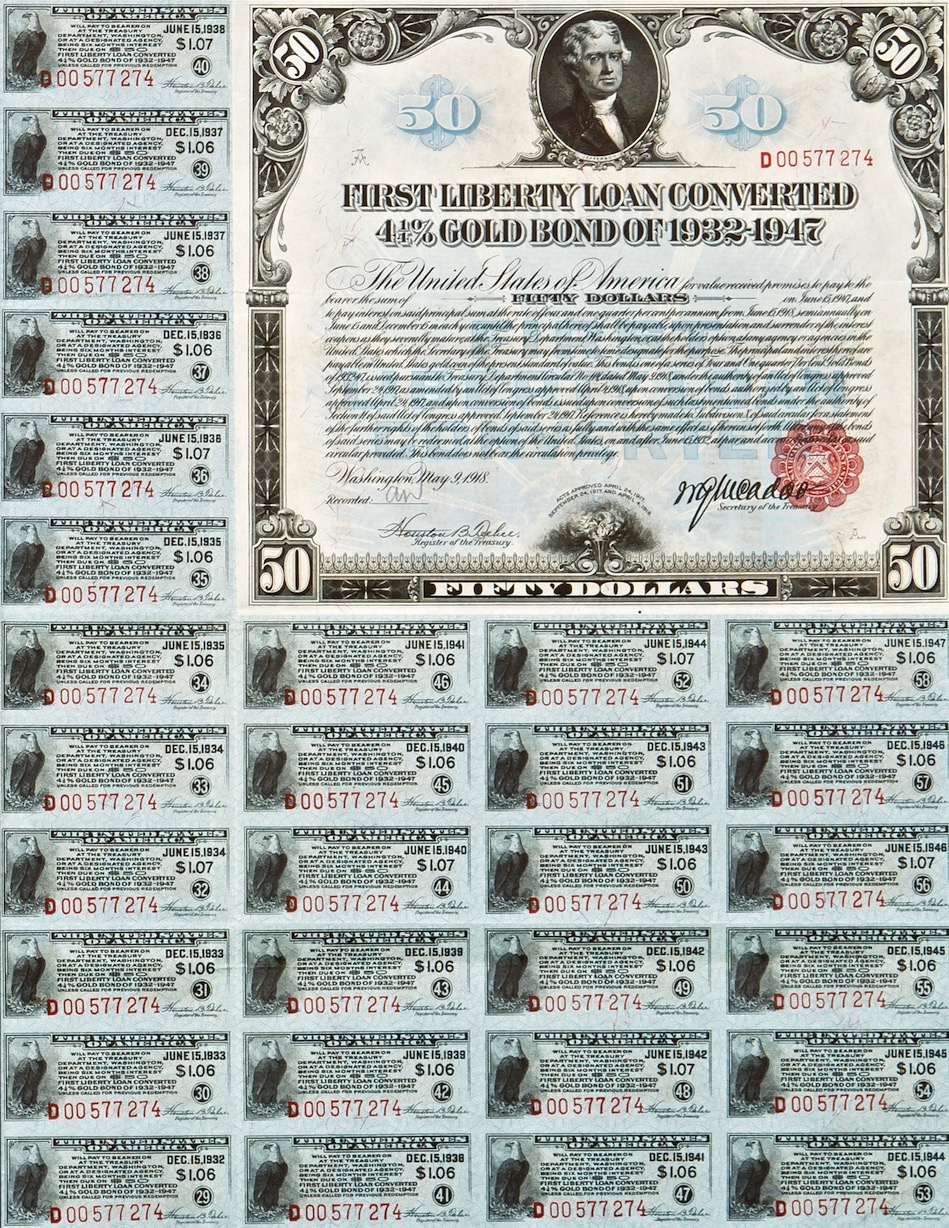
1918 $50 4,25% I primi Liberty bond emessi

I Liberty bond (noti anche come liberty loan) erano delle obbligazioni emesse negli Stati Uniti d'America i cui ricavati servivano per sostenere le spese militari alleate durante la Grande Guerra. L'acquisto dei Liberty bond divenne simbolo di azione patriottica negli Stati Uniti e introdusse per la prima volta l'idea di sicurezza finanziaria nell'opinione pubblica.
La norma di legge emanata dal Congresso degli Stati Uniti d'America che autorizzò i Liberty bond è tuttora in vigore ed è usata come riferimento dal Ministero del Tesoro per emettere obbligazioni per scopi analoghi ai Liberty bond, come ad esempio quelli venduti dopo l'11 settembre 2001 per finanziare la ricostruzione delle aree distrutte dagli attacchi terroristici.